# Djenabou Diallo-Hartmann
Djenabou Diallo-Hartmann (* 11. April 1985 in Conakry, Guinea) ist eine deutsche Politikerin von Bündnis 90/Die Grünen. Bei der Landtagswahl 2022 wurde sie in den Niedersächsischen Landtag gewählt.
Diallo-Hartmann wuchs in Guinea auf und kam 2005 zum Studium nach Deutschland. Bis zu ihrem Einzug in den Landtag war sie als Referentin für politische Bildung bei der Arbeitsgemeinschaft Migrantinnen, Migranten und Flüchtlinge in Niedersachsen tätig.
Seit 2012 ist sie Mitglied von Bündnis 90/Die Grünen. Von 2015 bis 2018 war und seit 2021 ist sie Mitglied des Landesvorstandes der niedersächsischen Grünen. Seit den Kommunalwahlen 2021 gehört sie dem Stadtrat von Garbsen an.
Bei der Landtagswahl 2017 trat Djenabou Diallo-Hartmann im Wahlkreis Celle an, unterlag jedoch gegen Thomas Adasch (CDU). Auch Platz 35 auf der grünen Landesliste reichte nicht für einen Einzug in den Landtag. Bei der Landtagswahl 2022 kandidierte sie im Wahlkreis Garbsen/Wedemark und auf Platz 15 der Landesliste. Während Rüdiger Kauroff (SPD) das Direktmandat errang, zog sie über den Landeswahlvorschlag in den Landtag ein.
Djenabou Diallo-Hartmann ist verheiratet und hat zwei Kinder.